# Alessio Chiodi
Alessio Chiodi (Salò, 17 marzo 1973) è un pilota motociclistico italiano.

## Carriera
Detto Chicco, ha esordito a sei anni nel minicross, di cui ha vinto 6 titoli italiani, cui seguono nel 1988 quello cadetti e nel 1991 l'Europeo.
Nel 1992 partecipa al suo primo Mondiale nelle 125, su una KTM. Questa categoria è quella che gli darà le maggiori soddisfazioni: nel 1994 e 1995 è vicecampione del mondo (dietro rispettivamente all'americano Bobby Moore ed al piemontese Alex Puzar), poi a partire dal 1997 vince tre titoli consecutivi. Nel 1999, in sella alla Husqvarna e insieme ad Andrea Bartolini e Claudio Federici, vince anche il Motocross delle Nazioni, cioè il Mondiale a squadre nazionali che fino a quel momento l'Italia non era mai riuscita a conquistare (l'impresa fu bissata nel 2002, ma l'edizione fu segnata da un vero e proprio "boicottaggio" da parte delle squadre più forti).  Tra l'altro nel 1998, a seguito del suo passaggio dalla Yamaha alla Husqvarna, è diventato il primo italiano campione del mondo su una moto italiana.
Per il 2000 ha in programma di trasferirsi in America per correre nel Supercross 125, ma un grave infortunio alla schiena nel corso del SX del Motor Show di Bologna lo costringe ad un lungo stop e ad abbandonare il progetto. Rientra per le ultime gare del mondiale 2000, giusto in tempo per lasciare la Husqvarna e tornare alla Yamaha. Sono comunque anni difficili quelli che lo aspettano, passati tra 125 e 250 alla ricerca della competitività perduta ma condizionati da infortuni e problemi di ogni tipo.
La risurrezione inizia nel 2004, quando Chicco termina 5º nella classifica finale del mondiale MX2, e si completa nel 2005, con la vittoria del titolo italiano ed il 3º posto nel campionato mondiale di motocross dietro a Cairoli e l'australiano McFarlane (tra l'altro dopo aver a lungo lottato per la leadership). L'anno seguente Chiodi tenta di nuovo l'assalto alle posizioni di testa, ma viene rallentato da problemi fisici e tecnici; a fine stagione annuncia il passaggio all'Aprilia, per correre il mondiale MX1 2007 in sella alla rivoluzionaria MXV450, l'unica moto da cross bicilindrica presente nel mondiale. I risultati, però, stentano ad arrivare e sia Chicco che il suo compagno di squadra (il belga Melotte) perdono ben presto l'entusiasmo dei propositi pre-campionato, soffrendo più del previsto l'adattamento all'innovativo progetto.
Nel 2008 abbandona l'Aprilia e decide di lanciarsi in un'altra avventura tutta italiana, stavolta in sella alla pesarese TM, ma i risultati non migliorano molto, così a fine stagione decide di ritirarsi dall'attività agonistica a tempo pieno. 
Dal 2009 guida una Suzuki 250 4T; corre l'ultimo GP della sua carriera a Faenza, in occasione del Gran Premio d'Italia, e si dedica alle gare sul territorio nazionale. Ancora oggi partecipa ai campionati Internazionali d'Italia nella categoria MX2, cogliendo risultati di prestigio.